# Porto di Tilbury
Il porto di Tilbury è un porto sul fiume Tamigi a Tilbury nell'Essex, in Inghilterra. È il porto principale di Londra, oltre ad essere il principale porto del Regno Unito per la gestione dell'importazione della carta. Ci sono ampie strutture per container, grano e altri carichi alla rinfusa. Ci sono anche strutture per l'importazione di automobili. Fa parte del più ampio porto di Londra.

## Geografia
Si trova sulla sponda settentrionale del Tamigi, 40 km a valle del London Bridge, in un punto in cui il fiume fa un anello verso sud e dove la sua larghezza si restringe a 730 metri. L'anello fa parte del corso inferiore del Tamigi: all'interno del meandro c'era una vasta area di paludi. Gravesend sulla sponda opposta era stato a lungo un porto di ingresso per la navigazione, che aveva utilizzato il fiume stesso per il carico e lo scarico di merci e passeggeri. C'era anche un cantiere navale a Northfleet alla foce del fiume Ebbsfleet. I nuovi moli in acque profonde erano un'estensione di tutta quell'attività marittima. I moli originali consistevano in un bacino di marea su Gravesend Reach, di fronte alla Northfleet, collegato da una chiusa a un molo principale con tre rami laterali denominati bacini del ramo orientale, centrale e occidentale. Tra il bacino di marea e il bacino principale c'erano due bacini di carenaggio.

## Storia

### Costruzione
I moli originali di Londra, tutti costruiti vicino alla City, furono aperti, all'inizio del XIX secolo, in più fasi da quella che sarebbe diventata la East and West India Docks Company (E&WIDC). Con l'arrivo delle ferrovie e l'aumento delle dimensioni delle navi, la posizione vicino al centro di Londra divenne inutilizzabile per la mancanza di acque profonde, di siti illimitati e per necessità di ridurre il tempo speso a risalire il tortuoso Tamigi. La compagnia era stata a lungo in concorrenza con la rivale, la London and St Katherine Dock Company (L&StKDC), e aveva fatto tutto il possibile per superarla. Nel 1880, l'apertura del Royal Albert Dock da parte della L&StKDC, con la sua banchina in acque profonde, aveva dato accesso al Tamigi a Gallions Reach, a 18 km dal London Bridge e a valle dell'allora principale porto di Londra. L'E&WIDC fu pertanto costretta a reagire.
Nel luglio 1882, un atto del Parlamento permise a quest'ultima di costruire il porto di Tilbury; il lavoro non andò come previsto poiché il costo era stato sottovalutato e passò da £ 1.100.000 di previsione a £ 2.800.000 a conclusione dei lavori. Gli appaltatori, Kirk e Randell, incontrarono inaspettatamente l'argilla blu e furono costretti a richiedere costi aggiuntivi che portarono a ulteriori problemi. La Società committente li fece espellere dall'appalto nel 1884, portando ad anni di costosi contenziosi. Per un po' la Compagnia delle Indie Orientali e Occidentali continuò a lavorare con i propri dipendenti fino a quando la ditta di Lucas e Aird fu incaricata di portare a termine i lavori. La prima nave entrò nel nuovo molo il 17 aprile 1886. Era la Glenfruin che trasportava le autorità che dovevano presenziare alla cerimonia di inaugurazione. L'apertura del molo avvenne all'inizio dell'era del piroscafo e la sua ubicazione si rivelò presto quella corretta.

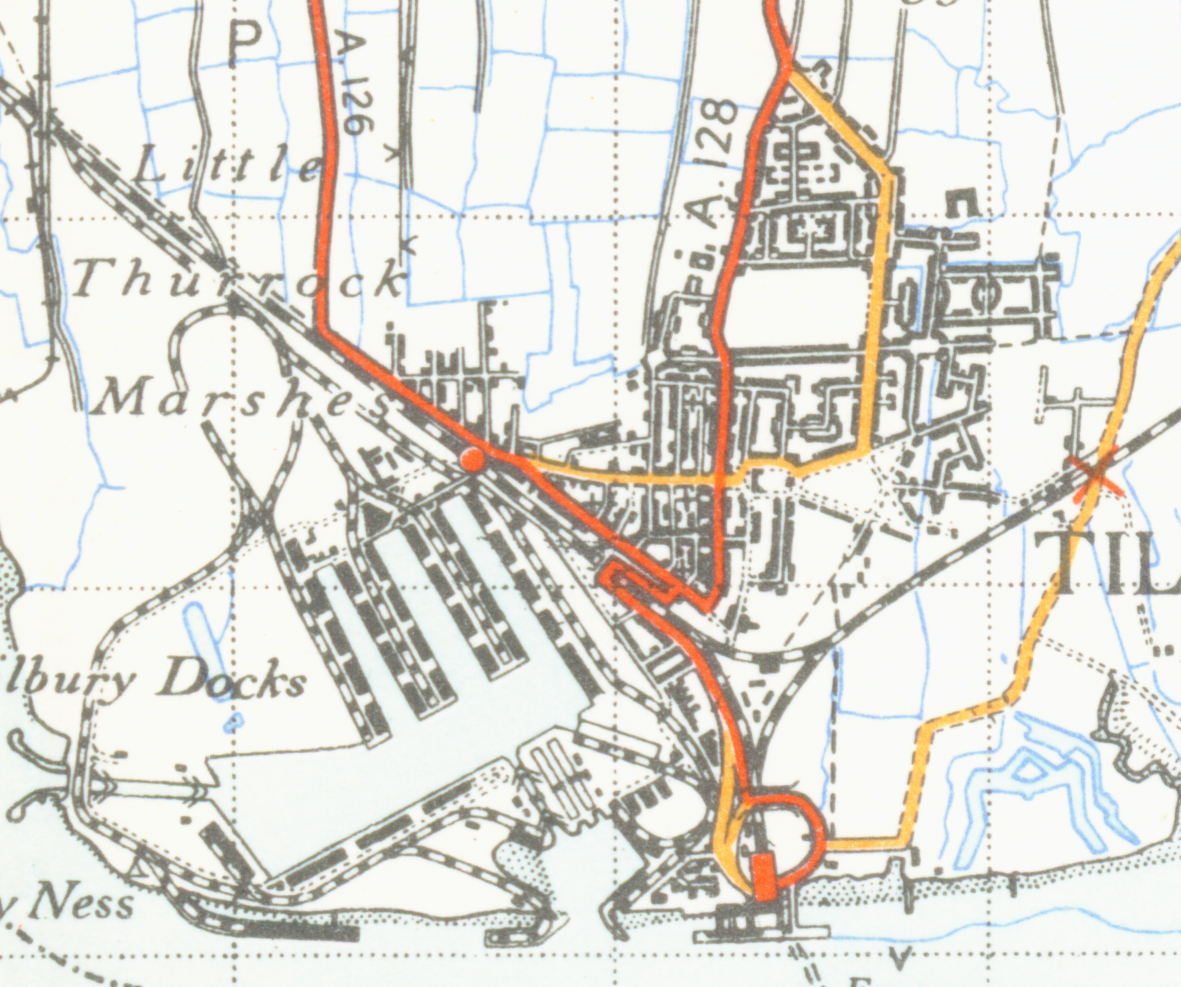
Una mappa della città del 1946

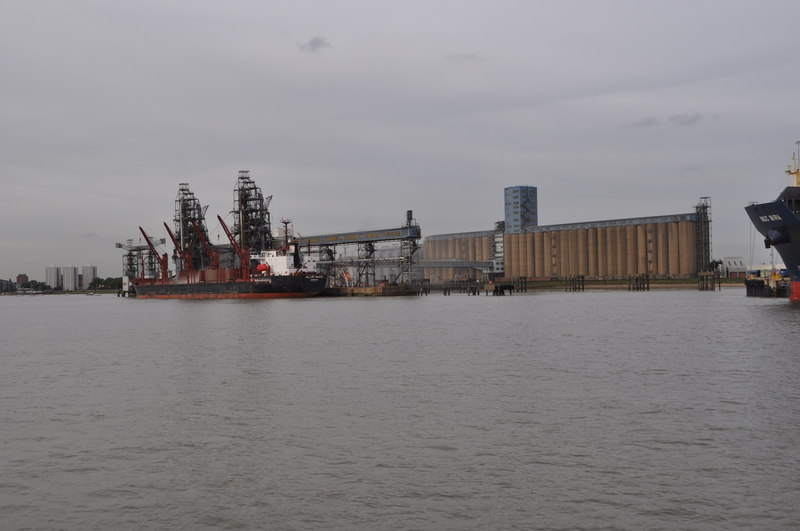
Scarico di una nave al terminal del grano di Tilbury

### Espansione dei moli
Nel 1909 Tilbury, insieme ai moli a monte, divenne parte della neonata Port of London Authority (PLA).
Nel 1921, e di nuovo nel 1929, la PLA apportò importanti miglioramenti. Questi includevano un nuovo blocco, lungo 300 metri e largo 34, che collegava i moli direttamente al Tamigi a ovest di Northfleet Hope, e un terzo bacino di carenaggio, lungo 229 metri e largo 34. Questi lavori vennero eseguiti dall'impresa di Sir Robert McAlpine.
Durante gli anni 1960, nel momento in cui i moli a monte stavano chiudendo, la PLA ampliò ulteriormente le strutture portuali di Tilbury. Tra il 1963 e il 1966 venne costruito un enorme quarto molo di diramazione, che correva a nord dal molo principale per quasi 1,6 km. Il bacino di marea venne chiuso e infine riempito. Nel 1969 venne inaugurato un terminal per il grano, lungo il fiume su Northfleet Hope, per un costo di £ 6 milioni.
La PLA finanziò un nuovo porto container da £ 30 milioni aperto nel 1967. Problemi impedirono l'inizio del servizio completo fino all'aprile 1970, sebbene la United States Lines avesse raggiunto un accordo con il sindacato per iniziare il servizio nel 1968.
Vicino all'ufficio del Dockmaster, a New Lock, c'è un memoriale al capitano Peter de Neumann, GM, che fu ucciso lì in un incidente il 16 settembre 1972. Nel 1978 venne aperto un attracco lungo il fiume, in acque profonde, per grandi navi portacontainer su terreni bonificati a Northfleet Hope.
Nel 1992 il porto venne privatizzato e divenne parte dell'organizzazione Forth Ports, mentre la PLA mantenne il ruolo di gestione della marea del Tamigi.
Rolf Harris ha visitato i Docks nel 2004 durante un episodio televisivo di Rolf on Art, quando ha ricreato il famoso dipinto di William Turner The Fighting Temeraire.
Il 25 gennaio 2012 la Otter Ports Holdings Ltd, proprietaria di Forth Ports, ha acquisito da DP World Limited ("DP World") e Associated British Ports Ltd ("AB Ports") la proprietà del 67% di Tilbury Container Services Ltd ("TCS") in una transazione in contanti. Forth Ports era il terzo azionista di TCS dal 1998 insieme ai partner DP World e AB Ports. TCS si trova all'interno del porto di Tilbury, che è interamente di proprietà di Forth Ports.
Nell'ottobre 2019, 39 persone sono state trovate morte in un camion nella vicina Grays. Il camion è stato spostato al porto di Tilbury il giorno successivo, in modo che potessero essere intraprese ulteriori indagini. Successivamente, i corpi sono stati trasferiti al Broomfield Hospital.
Il porto di Tilbury ha recentemente annunciato uno sviluppo congiunto con Tarmac, una partnership che vedrà il più grande terminal di aggregati di materiali da costruzione (CMAT) del Regno Unito costruito su un sito di 50,5 ettari. Si prevede che lo sviluppo congiunto del CMAT vedrà la maggior parte delle operazioni concluse entro la fine del 2020.

## Terminal della London Cruise

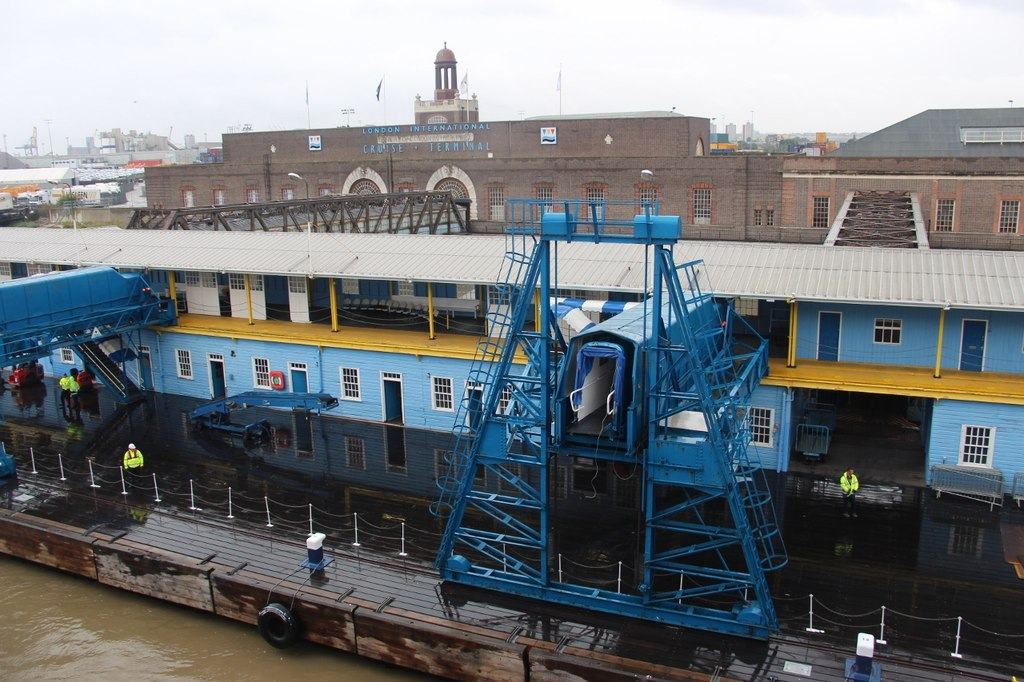
Terminal crociere internazionale di Tilbury, visto dall'acqua nel 2015

Una delle compagnie di navigazione che utilizzavano i moli era la P&O. Tilbury divenne l'unico porto della PLA a servire i transatlantici, quando, nel 1916, aprì ormeggi appositi per la P&O all'interno del complesso portuale. Con la necessità di strutture ampliate venne costruito sul Tamigi, congiuntamente alla PLA, un nuovo grande pontile per passeggeri congiuntamente dalla PLA, collegato per ferrovia dalla London Midland and Scottish Railway. Fu aperto nel maggio 1930 da Ramsay MacDonald.
Tilbury ha operato come terminal passeggeri di linea di Londra fino agli anni 1960. Per molte persone Tilbury fu il loro punto di emigrazione verso l'Australia nell'ambito di uno schema di passaggio assistito stabilito e gestito dal governo australiano. I "Ten Pound Poms", come erano conosciuti in Australia, si imbarcavano su navi come la RMS Mooltan e partivano per una nuova vita. Tilbury era anche un porto di ingresso per molti immigrati; tra loro ci fu un folto gruppo di indiani occidentali sulla HMT Empire Windrush nel 1948.
L'imbarcadero dei passeggeri è stato riaperto, dal gruppo Port of Tilbury, come London Cruise Terminal nel 1995. Lo storico edificio del terminal passeggeri è stato ricostruito e ristrutturato negli anni successivi ed è ora chiamato "London International Cruise Terminal". L'edificio della vecchia stazione (non più servito da collegamento ferroviario) è stato ristrutturato per ospitare una nuova sala ritiro bagagli.

## Altre attività portuali
La polizia del porto di Tilbury, tra le più antiche di queste forze nel Regno Unito, è responsabile della sicurezza del porto.
Il porto è anche una base operativa di Thurrock Sea Cadets, che opera da TS Iveston (un ex dragamine di classe Coniston).
L'ente di beneficenza per il benessere dei marittimi, Apostleship of the Sea, che fornisce supporto pratico e pastorale ai marittimi, ha un cappellano portuale con sede nel porto.

## Tilbury Docks nel cinema
I Docks furono usati come ambientazione dell'operazione di arresto dei contrabbandieri nel film Brannigan con John Wayne (1975). I Dock hanno sostituito i corsi d'acqua veneziani durante la scena dell'inseguimento in barca in Indiana Jones e l'ultima crociata (1989).
Vi è stata girata una scena del film di Jude Law Alfie (2004) e le scene di Batman Begins (2005). In Paddington (2014), la scena in cui Paddington arriva su una barca è stata girata al porto di Tilbury.